# 솔로몬의 소열쇠

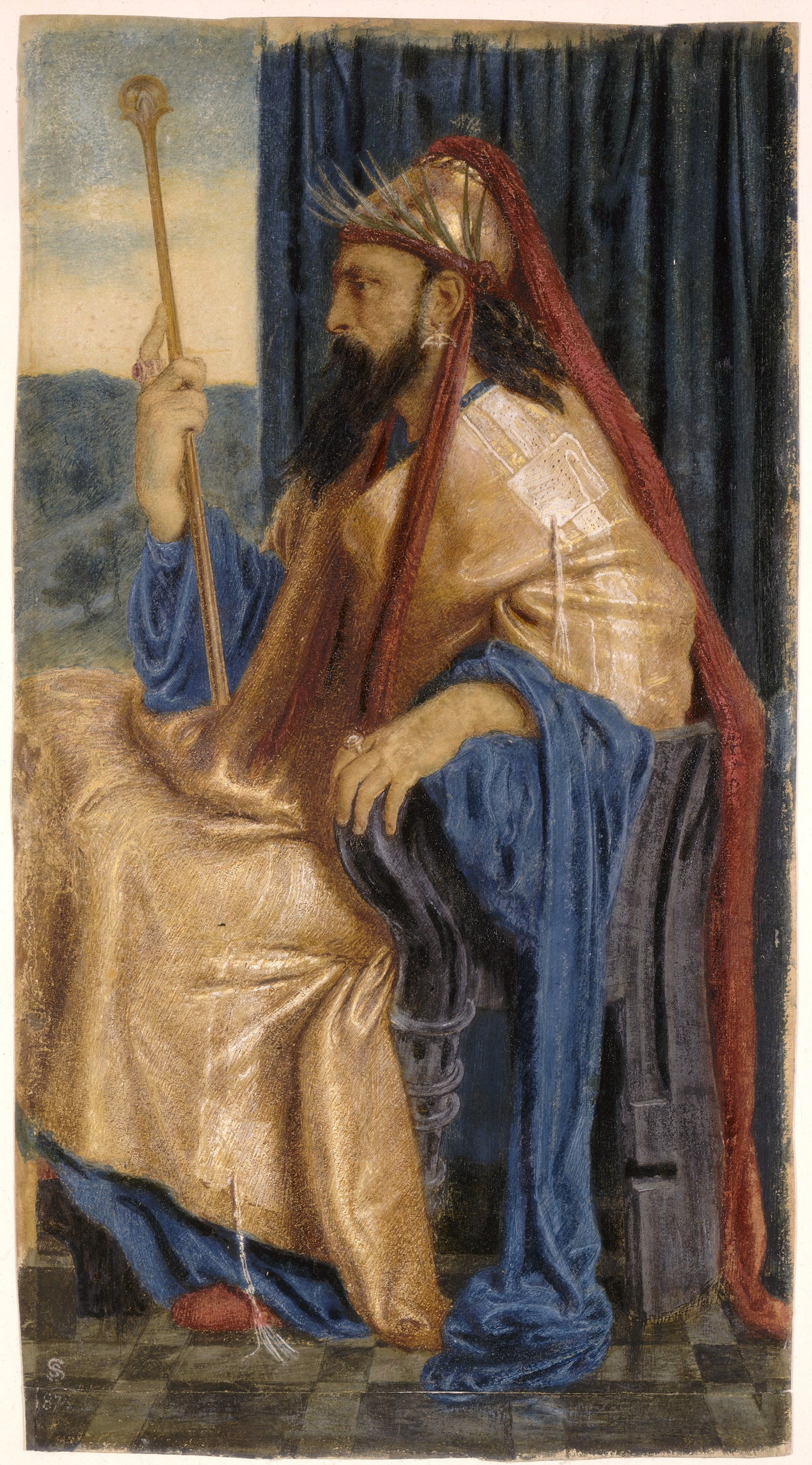

『솔로몬의 소열쇠』(라틴어: Clavicula Salomonis Regis 클라비쿨라 살로모니스 레기스[*]), 통칭 『레메게톤』(Lemegeton)은 17세기 중반에 만들어진 편저자 미상의 악마학 마도서다. 15세기경 작성된 자료들을 모아 편집하는 식으로 만들어졌다.
총 5권 1책이며, 각 권의 제목은 「강마의 술」(라틴어: Ars Goetia 아르스 게티아[*]), 「기적강마의 술」(라틴어: Ars Theurgia-Goetia 아르스 테우르기아 게티아[*]), 「파울리나술」(라틴어: Ars Paulina 아르스 포올리나[*]), 「제단의 술」(라틴어: Ars Almadel Salomonis 아르스 알마델 살로모니스[*]), 「이름높은 술」(라틴어: Ars Notoria 아르스 노토리아[*])이다.